# Literata
Literata 是一款旧体衬线体字体，由独立字体开发公司 TypeTogether 受 Google 委托设计。它于 2015 年发布，自 3.4.5 版以来一直作为 Google Play 图书的默认字体。该字体旨在为 Google Play 图书创造独特的视觉标志，适用于各种尺寸和分辨率的屏幕和各种渲染软件。设计师们从老式的羅馬體和苏格兰字体中找到了灵感。  
Literata 最初包括常规和粗体这两种不同的字重，以及相应的意大利体变体（没有真正的斜体）。名为 Literata Book 的 2.1 版添加了中等和半粗体这两种不同的粗细，添加了小型大写字母，并默认使用大写高度的数字。 
它包括对衍生拉丁字母、希臘語變音符號和西里尔字母的完全支持。与 Google Play 图书之前使用的默认字体 Droid Serif 相比，Literata 具有较低的 X字高和较高的升部。 
2018 年 12 月 7 日，Literata 及其可变字体版本在 SIL开源字体授权下开源发布在 GitHub 上。 